# Кэмпбелл, Джон, 2-й граф Кодор
Джон Фредерик Воан Кэмпбелл, 2-й граф Кодор (англ. John Frederick Vaughan Campbell, 2nd Earl Cawdor; 11 июня 1817 — 29 марта 1898) — британский дворянин и политик. Он носил титул учтивости — виконт Эмлин с 1827 по 1860 год.

## Биография
Родился 11 июня 1817 года в Лондоне. Старший сын Джона Кэмпбелла, 1-го графа Кодора (1790—1860), и леди Элизабет Тинн (1795—1866), дочери 2-го маркиза Бата.
Он получил образование в 1829—1834 годах в Итонском колледже, Виндзор, Беркшир. В январе 1835 года он поступил в Крайст-Черч, Оксфордский университет, Оксфорд, Оксфордшир, получив в 1838 году степень бакалавра искусств и в 1840 году степень магистра искусств. Он был личным секретарем лорда-хранителя печати в 1841—1842 годах.
В качестве виконта Эмлина он служил лордом в ожидании принцессы Марии, герцогини Глостерской, на коронации королевы Виктории в 1838 году.
Джон Фредерик Кэмпбелл, лорд Эмлин, заседал в Палате общин Великобритании от Пембрукшира в 1841—1860 годах. В 1860 году после смерти своего отца он унаследовал титулы 2-го графа Кодора, 2-го виконта Эмлина и 3-го барона Кодора, став членом Палаты лордов.
В более позднем возрасте он участвовал в местной политике и был избран от Каслмартина на первых выборах в Совет графства Пембрукшир в 1889 году.

## Семья
28 июня 1842 года он женился на Саре Мэри Комптон Кавендиш (27 августа 1813 — 21 апреля 1881), дочери генерала достопочтенного Генри Фредерика Комптона-Кавендиша (1789—1873) и Сары Фокенер. У них было семеро детей:
- Леди Виктория Александрина Элизабет Кэмпбелл (24 марта 1843 — 30 марта 1909), вышедшая замуж за подполковника Фрэнсиса Уильяма Лэмбтона, внука Джорджа Бюсси Вильерса, 4-го графа Джерси, и Катберта Эллисона, члена парламента от Ньюкасла. У них был сын Катберт.
- Леди Мюриэл Сара Кэмпбелл (27 мая 1845 — 30 сентября 1934), сэр Кортни Бойл, внук Эдмунда Бойла, 7-го графа Корка. У них не было известной проблемы.
- Фредерик Арчибальд Воан Кэмпбелл, 3-й граф Кодор (13 февраля 1847 — 8 февраля 1911), старший сын и преемник отца.
- Капитан Достопочтенный Рональд Джордж Элидор Кэмпбелл (30 декабря 1848 — 28 марта 1879); он женился на Кэтрин Сюзанне Клотон, дочери преподобного Томаса Лега Клотона, епископа Сент-Олбанса. У них было четверо детей, в том числе бригадный генерал Джон Воан Кэмпбелл[англ.] и преподобный Гай Рональд, муж достопочтенной Вер Аннесли, дочери Артура Аннесли, 11-го виконта Валентии.
- Леди Эвелин Кэролайн Луиза Кэмпбелл (24 июля 1851 — октябрь 1909), незамужняя.
- Леди Рэйчел Энн Джорджина Кэмпбелл (4 июля 1853 — 6 октября 1906), она вышла замуж за члена парламента сэра Эдварда Стаффорда Говарда. У них было трое детей.
- Достопочтенный Александр Фрэнсис Генри Кэмпбелл (3 сентября 1855 — 5 марта 1929), женился на Констанции Плейделл-Бувери, правнучке Джейкоба Плейделл-Бувери, 2-го графа Рэднора, и сэра Уильяма де Корта, 1-го баронета.